# Soungalo Samaké
Pour les articles homonymes, voir Samaké.
Soungalo Samaké, né en 1934 à Dioïla et mort le 28 mars 2019 en cette commune, est un militaire malien, homme clé du régime du dictateur Moussa Traoré de 1968 à 1978. Né au Soudan français, il s'engage dans l'armée française en 1953 puis en 1960 rejoint l'armée du Mali indépendant. Soldat à la compagnie parachutiste, il participe au coup d'État de 1968 contre le président élu Modibo Keïta. Il devient un fidèle et important séide du nouveau régime mais en 1978 il est arrêté et envoyé au bagne de Taoudenit. Il est finalement libéré en 1988 et revient à Dioïla jusqu'à sa mort.

## Biographie
Il naît en 1934 à Dioïla. Il échoue au certificat d'études primaires en 1949. Il travaille à Markala auprès de l'administration coloniale puis à Niono comme cuisinier à l'Office du Niger. Il s'engage le 12 janvier 1953 dans les troupes coloniales françaises, avec lesquelles il combat pendant la guerre d'Algérie. 
En 1960, le Mali devient indépendant. Initialement recalé lorsqu'il demande à rejoindre l'Armée malienne récemment créée, il est recontacté l'année suivante et se porte volontaire pour servir dans les parachutistes. En 1963, il est grièvement blessé dans un accident d'avion (ou d'hélicoptère). 
Adjudant, il joue un rôle important dans l'arrestation du président Keïta en 1968, alors que le président, socialiste au bilan économique désastreux, est en désaccord avec les soldats sur leurs conditions de vie. Le putsch est suivi de la mise en place du comité militaire de libération nationale (CMLN), dirigé par Moussa Traoré. Soungalo Samaké ne devient pas membre du comité mais sa première grande mission de Samaké est l'arrestation du capitaine Diby Silas Diarra, officier en rupture avec le comité. Sous les ordres de Samaké, de nombreux opposants politiques sont par la suite arrêtés et torturés. Nommé capitaine en 1974, Samaké prend le commandement de la garde présidentielle. C'est à sa garde qu'est confié le président déchu Keïta ramené de Kidal à Djicoroni Para et le capitaine Samaké est cité comme possible responsable de la mort de Keïta en 1977,.
Il est arrêté le 28 février 1978 en même temps que Kissima Doukara, Tiécoro Bagayoko et Karim Dembélé, trois membres du comité militaire de 1968. Accusé de « complot contre la sureté nationale », il est condamné à dix ans de prison au bagne de Taoudénit, dans le Nord du Mali.
Libéré le 12 août 1988, il revient à Dioïla où il se consacre à sa ferme. Il est polygame, marié à quatre femmes.

## Ma vie de soldat
Il demande à Amadou Keïta, qui avait été torturé sur ses ordres, de raconter sa vie. Ce dernier accepte et ils publient ensemble le livre Ma vie de soldat,. Le livre est reçu diversement : précieux éclairage sur la dictature de Moussa Traoré, il surprend par l'absence de remords exprimés par son auteur. 
Ce livre a été adapté au théâtre par Jean-Louis Sagot-Duvauroux et la compagnie BlonBa, sous le titre Vérité de soldat.